# Тимошенко, Владимир Яковлевич
Влади́мир Я́ковлевич Тимоше́нко (1912—1998) — командир батареи 886-го артиллерийского полка 322-й стрелковой дивизии 13-й армии Центрального фронта, старший лейтенант. Герой Советского Союза (1943).

## Биография
Родился 18 марта 1912 года в Донецке. Работал в Метрострое, затем в Народном Комиссариате угольной промышленности.
В Красной Армии с 1941 года. На фронте в Великую Отечественную войну с декабря 1941 года.
В октябре 1943 года с передовыми стрелковыми подразделениями переправил батарею через реку Днепр в районе деревни Гдень Брагинского района Гомельской области Белоруссии. Артиллерийская батарея открыла огонь по огневым точкам противника, способствуя переправе полка.
16 октября 1943 года за образцовое выполнение боевых заданий командования и проявленные при этом мужество и героизм старшему лейтенанту Тимошенко Владимиру Яковлевичу присвоено звание Героя Советского Союза с вручением ордена Ленина и медали «Золотая Звезда».
С 1945 года в запасе. Жил в Москве. Умер 28 февраля 1998 года. Похоронен на Троекуровском кладбище.

## Награды
- Медаль «Золотая Звезда» Героя Советского Союза (16.10.1943);
- орден Ленина (16.10.1943);
- орден Красного Знамени (16.10.1944);
- орден Отечественной войны 1-й степени (11.03.1985);
- орден Отечественной войны 2-й степени (10.06.1945);
- орден Красной Звезды (10.05.1943);
- орден «Знак Почёта»;
- медали.